# Svenska narkotikapolisföreningen
Svenska narkotikapolisföreningen är en svensk ideell utbildningsförening och privat lobbyorganisation bildad 1987.
Organisationens ändamål är att främja sådan utbildning och forskning om narkotikaproblem som kan vara till gagn för medlemmars verksamhet inom rättsväsendet.

## Syfte
SNPF skall verka för att överbrygga hinder mellan olika verksamhetsgrenar inom rättsväsendet,[källa behövs] öka förståelsen för faran med droger och förstärka kampen mot narkotikabrottslighet.[källa behövs]
| ”                                                     | Organisationens ändamål är a. att främja sådan utbildning och forskning om narkotikaproblem som kan vara till gagn för medlemmars verksamhet inom rättsväsendet, b. Att främja professionell kompetensutveckling och ett etiskt förhållningssätt samt c. att främja internationellt kollegialt utbyte. | „ |
| – Ur föreningens stadgar, § 1. - Syfte och verksamhet | |   |

Som organisation tror föreningen på en bibehållen restriktiv hållning till narkotika.

## Målgrupp
Föreningen vänder sig till polismän, tulltjänstemän, kustbevakare, åklagare, kriminalvårdare samt personal från Statens kriminaltekniska laboratorium (SKL)[källa behövs]. 

## Organisation
Föreningen är inte en del av polismyndigheten.
SNPF är en rikstäckande organisation som idag är världens tredje största sammanslutning för narkotikabekämpare[källa behövs] med 2700 medlemmar.[källa behövs]
Föreningens förste ordförande och grundare var Thomas Cederquist, Länskriminalpolisen i Göteborg. Hedersordförande är förre Rikspolischefen Carl G Persson.